# جوليا تشانغ
جوليا تشانغ (باليابانية: ジュリア・チャン، بالروماجي: Juria Chan)، تدرس علم الآثار في أراضي قبيلة ميتشل تشانغ. عندما كانت طفلة، كانت جوليا مهملة في حطام قرية أمريكية قديمة، حيث وجدتها ميتشل. أنقذت ميتشل جوليا وذهبت تها إلى قريتها. أحبت جوليا ميتشل وقبيلتها وتدربت مع ميتشل لحماية أرضها الحبيبة. عندما صارت جوليا في عمر 18، بدأت قصص اختفاءات مفاجئة لمقاتلين مشهورين حول العالم بالوصول إلى القبيلة. عرفت القبيلة السبب، الذي كان موجوداً في الأساطير القبلية. أسطورة إله المقاتلين الأزتيكي. خاف أبناء القبيلة من كون قلادة ميتشل، مفتاح الكنز المقدس للهنود الحمر، ذات علاقة بالاختفاءات الغامضة. مع اعتقالات انتشرت بين القبيلة، ذهبت ميتشل إلى اليابان لسؤال هيهاتشي ميشيما عن سبب سعيه إلى أخذ القلادة خلال البطولة الثانية. أملت ميتشل في معرفة المزيد عن أصل قوة إله القتال. لكنها لم ترجع. اشتبهت جوليا بهيهاتشي وتسعى للبحث عنه لاكتشاف الحقيقة. في أحد الأيام، اكتشفت جوليا أن قبيلتها في خطر تغطيتها بالصحراء الزاحفة؛ وتوجه هذا بواسطة النظام البيئي العالمي سريع التغير اليوم. أرادت جوليا إنقاذ أرضها، وبدأت دراساتها استعادة النظام الإيكولوجي. انضمت جوليا إلى مجموعة البحوث الجينية المتطورة مقودة من قبل البروفيسور تي التي تدرس الآلية البيولوجية لإعادة التحريج. وجاءت المنحة البحثية للبروفيسور تي على وجه الحصر تقريباً من جي كوربوريشن. في الحقيقة، حواسيب جي كوربوريشن الموجودة في مركز أبحاثهم العالي السرية استخدمت لتحليل البيوجينية الحسابية المكثفة ونمذجة النظام الإيكولوجي. تم تخزين جميع بيانات المشروع على خوادم ملفات جي كوربوريشن. استوعبت جوليا في بحثها اليومي، انتظار اليوم الذي يكون فيه عملها على استعادة النظام الإيكولوجي كاملاً. عندما اكتمل مشروعها، صارت جوليا قادرة على إنقاذ وطنها. بعد بضع سنوات من انتهاء بطولة ملك القبضة الحديدية 3، فُقد أثر ميتشل، تاركة جوليا لتكمل ما بدأت به. في أحد الأيام، علمت جوليا من البروفيسور تي أن مشروعهم كان في الانتظار إلى أجل غير مسمى. هاجمت ميشيما زايباتسو مركز أبحاث جي كوربوريشن واستطاعت سرقة بيانات مشروعها. جوليا لم تكن تعرف شيئا عن مشاريع أبحاث جي كوربوريشن السرية كما أنها لم تكترث بها. إلا أنها علمت أن أنه يجب عليها استرداد بيانات من ميشيما زايباتسو من أجل إنقاذ مسكنها من أن تصبح صحراء في غضون سنوات قليلة. بحثت جوليا في الشبكة لجمع المعلومات المتعلقة بميشيما زايباتسو. أضاءت عيناها عندما شاهدت صفحة على شبكة الإنترنت تعلن عن بدء ملك بطولة القبضة الحديدية 4. تابعت جوليا بحثها عن تشبيب الغابة. بعدما أصبيت بخيبة أمل لأنها لم تتمكن من استرداد بيانات إعادة التحريج خلال بطولة ملك القبضة الحديدية 4، جوليا عادت إلى أرض الوطن واستأنفت أبحاثها. تذكرت أن البيانات التي كانت غير قادرة على استردادها كل مرة يصطدم عملها بطريق مسدود. خلال واحدة من هذه الأوقات عندما وصلت إلى طريق مسدود في عملها، تلقت رسالة موجهة لها في لغة أجنبية. مرفقاً بها إعلان عن بطولة ملك القبضة الحديدية 5. من أجل تحقيق آمالها من أجل تجديد الغابات، قررت جوليا دخول البطولة الخامسة. على طول الطريق، التقت جوليا وجهاً لوجه مع صديقها، كينغ، الذي حاولت أن تتحدث معه بشأن انتقامه من كريغ ماردك، لكن كينغ لم يستمع لها. كانت جوليا تشانغ قادرة على استعادة البيانات المفقودة لتشبيب الغابة اللازمة لتحويل الأرض القاحلة لتعود إلى شكلها الأصلي. عندما عادت جوليا إلى وطنها في ولاية أريزونا، التقت برئيس قبيلتها، وامرأة عجوز قادرين على سماع صوت الروح العظيمة. وقالت المرأة العجوز لجوليا من هاجس، 'إذا اشتبك جين كازاما وكازويا ميشيما في قتال، فإن ذلك سيؤدي إلى قيامة شيطان من الجحيم'. شككت جوليا في قصة المرأة العجوز، ولكن في طريقها إلى بطولة ملك القبضة الحديدية 6، لكونها مدعومة من قبل ميشيما زايباتسو، أدركت فجأة ماذا كان يعني ذلك الهاجس وتقبلت كحقيقة. قررت جوليا شخصياً دخول بطولة ملك القبضة الحديدية لمنع ذلك من الحدوث.
من المخطط لجوليا أن تظهر في اللعبة القادمة ستريت فايتر X تيكن.

## وصلات خارجية
- تيكن ويكي
- تيكنبيديا الإنجليزية